# Lacs du Bec d'Aouque
Les lacs du Bec d'Aouque sont des lacs pyrénéens français situés administrativement dans la commune de Bagnères-de-Bigorre dans le département des Hautes-Pyrénées en région  Occitanie.
Ce sont des lacs naturels qui ont une superficie de 0,5 ha pour une altitude de 2 258 m.

## Géographie
Les lacs sont situés dans la vallée de Campan, près du lac de Gréziolles dans le massif de l'Arbizon.

### Topographie
|                             | Lac de Caderolles (1 988 m) |                              |
| Lac de Gréziolles (2 113 m) | lacs du Bec d'Aouque        | Pic de Montarrouye (2 568 m) |
|                             | Lac Noir (2 175 m)          |                              |

## Protection environnementale
Les lacs font partie d'une zone naturelle protégée, classée ZNIEFF de type 1 : Cirque de Cloutou et sud de La Mongie et de type 2 : Bassin du haut Adour .

## Voies d'accès
Les lacs sont accessibles depuis la cabane de Gréziolles par une variante du sentier de grande randonnée GR 10.